# Верцуоло
Верцуоло (італ. Verzuolo, п'єм. Vërzeul) — муніципалітет в Італії, у регіоні П'ємонт,  провінція Кунео.
Верцуоло розташоване на відстані близько 510 км на північний захід від Рима, 55 км на південь від Турина, 25 км на північ від Кунео.

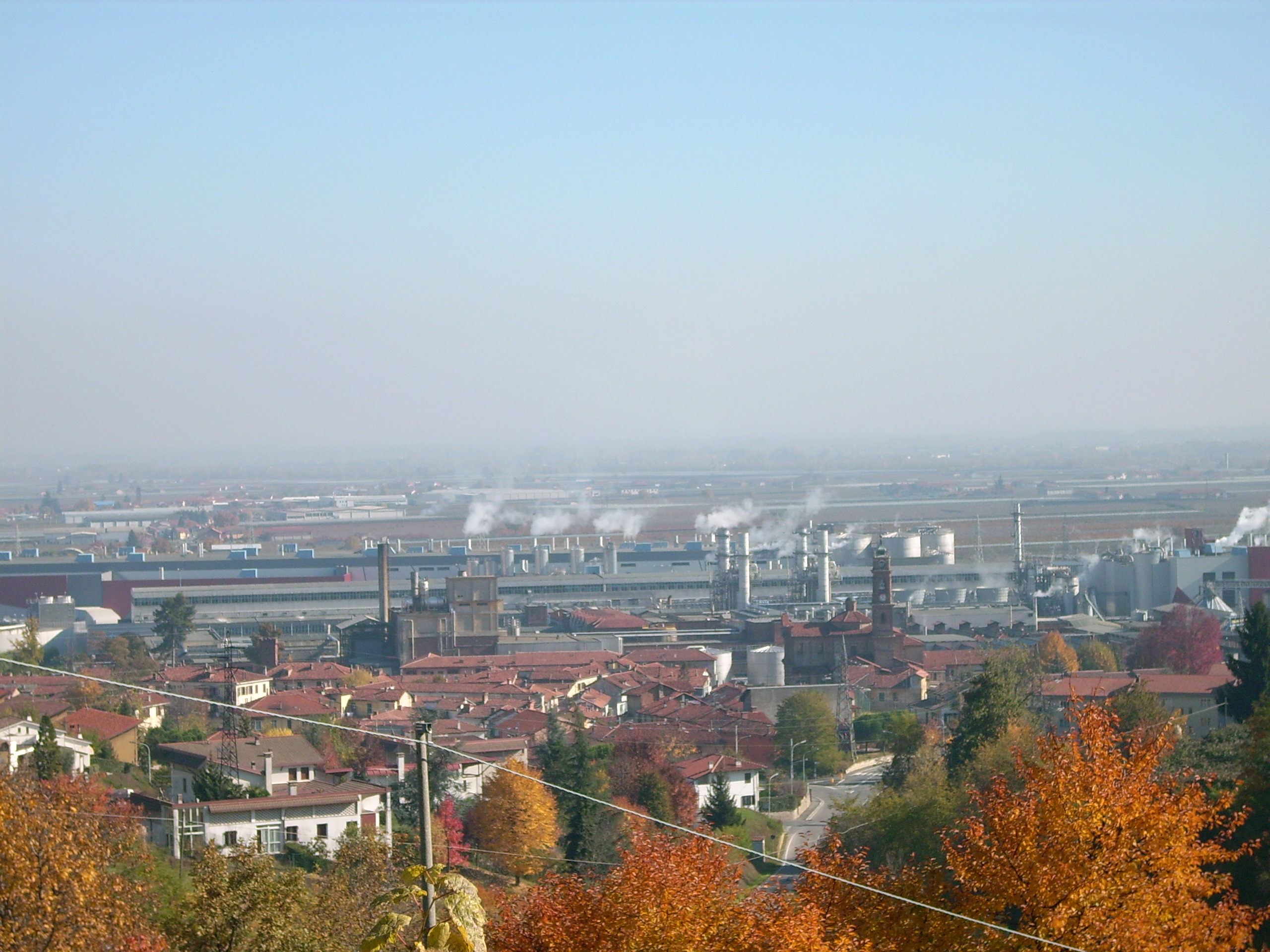

Населення — 6446 осіб (2014).

## Демографія
Населення за роками:

Станом на 1 січня 2023 року в муніципалітеті офіційно проживали 1042 іноземці з 41 країни, серед них 97 громадян країн Євросоюзу.

## Сусідні муніципалітети
- Костільйоле-Салуццо
- Ланьяско
- Манта
- Паньо
- П'яско
- Венаска
- Савільяно
- Віллафаллетто